# Księga tęsknoty
Księga tęsknoty (oryg. Book of Longing) to pierwszy nowy tom poezji Leonarda Cohena od czasu wydania Księgi miłosierdzia (Book of Mercy, 1984). Opublikowana oryginalnie przez McClelland & Stewart w Stanach Zjednoczonych i Kanadzie książka ukazała się równolegle w Polsce w przekładzie Daniela Wyszogrodzkiego. Tom zawiera 167 wierszy (w tym kilkanaście  piosenek z lat 2001–2004) opublikowanych po raz pierwszy, a także rysunki autora. Polska edycja powiela dokładnie układ typograficzny oryginału.
Księga tęsknoty to w dorobku śpiewającego poety pozycja wyjątkowa. Zawiera nie tylko wiersze najnowsze. Artysta wraca do wielu nieznanych tekstów z lat wcześniejszych i oddaje je czytelnikom po raz pierwszy. Wybrane teksty piosenek pochodzą z albumów Ten New Songs i Dear Heather, osobne miejsce zajmują fragmenty prozy poetyckiej, zupełną niespodzianką są zaś rysunki autora – głównie karykaturalne autoportrety zaopatrzone w ironiczne komentarze. Znakiem rozpoznawczym poety pozostaje  – jednocześnie odważna i oryginalna – mieszanka religii i seksu.
Nowy tom Cohena zaskakuje różnorodnością form (m.in. liczne epigramaty), ale także równie szerokim spektrum tematycznym. Znajdujemy w nim rekapitulację głównych wątków jego twórczości pisarskiej i piosenkarskiej, a ich wspólnym mianownikiem okazują się relacje pomiędzy dojrzałym mężczyzną i młodymi kobietami.
Leonard Cohen pisze o niemożności zbliżenia (Ciało pełne samotności). Pisze o depresji (Cel). Pisze o swoim wieloletnim nauczycielu, Roshi, i o latach spędzonych w klasztorze zen na Mount Baldy w Kalifornii. Pisze o przyjaciółkach i o matce. Pisze o Montrealu, Nowym Jorku, Grecji i o Indiach – każde miejsce, w którym mieszkał, ożywa w jego wierszach. Pisze o tym, co dla niego znaczy bycie Żydem (Nie jestem Żydem), pisze śmiało o Żydach i o Niemcach (Kukiełki). Żartobliwie, chociaż nie bez złośliwości, wyjaśnia Dlaczego kocha Francję. Ironicznie podsumowuje rewolucyjne przemiany naszych czasów (Już wtedy było po imprezie). Wraca do odwiecznych fascynacji (Lorca żyje) i uzależnień (Trzeba mi prochów). W paraboli Inni autorzy przekonuje skutecznie do „swojej tematyki”. 
„Moim odkupicielem jest kobieta” wyznaje (Mój odkupiciel) i jest to chyba wyznanie najważniejsze. Księga tęsknoty składa się bowiem nie tylko na intymny autoportret człowieka, który pozostaje – wbrew sobie zresztą – jedną z ikon naszej epoki, jest również hymnem do kobiety i hołdem wobec kobiety. 
Bazą dla tych rozważań jest prywatna relacja poety z Bogiem, ale także filozofia zen i – nieprzemijająca w jego twórczości – fascynacja postacią Jezusa (Myślałem, że ma rację). Ale kiedy autor, chociaż zapytuje przewrotnie „dlaczego miałbym dygotać na ołtarzu oświecenia” (Upadek zen), podpowiada, jaki trop prowadzi do zrozumienia jego wierszy, sięga po wskazówkę wywodzącą się wprost z – tak przezeń krytykowanej – filozofii zen: „Nie próbuj słów tych dekodować, to nie drogowskaz tylko droga” (Ja tylko tyle).
Księga tęsknoty jest dziesiątym tomem poetyckim Leonarda Cohena. Została przetłumaczona na kilkanaście języków, w tym na perski, chiński i hebrajski.